# Јања Гора
Јања Гора је насељено мјесто у општини Плашки, у сјеверној Лици, Карловачка жупанија, Република Хрватска.

## Географија
Јања Гора је удаљена око 7 км источно од Плашког.

## Историја
Јања Гора се од распада Југославије до августа 1995. године налазила у Републици Српској Крајини. До територијалне реорганизације у Хрватској налазила се у саставу бивше велике општине Огулин.

## Становништво
Према попису становништва из 2001. године, насеље Јања Гора је имала 118 становника. Насеље је према попису становништва из 2011. године имало 112 становника.
| Националност       | 2001.       | 1991.        | 1981.        | 1971.        | 1961.        |
| Срби               | 92 (77,96%) | 460 (98,08%) | 466 (78,85%) | 733 (95,44%) | 882 (99,43%) |
| Југословени        | —           | 2 (0,42%)    | 121 (20,47%) | 27 (3,51%)   | 2 (0,22%)    |
| Хрвати             | 26 (22,03%) | 0            | 1 (0,16%)    | 2 (0,26%)    | 1 (0,11%)    |
| остали и непознато |             | 7 (1,49%)    | 3 (0,50%)    | 6 (0,78%)    | 2 (0,22%)    |
| Укупно             | 118         | 469          | 591          | 768          | 887          |

### Број становника по пописима
| Националност   | 2001. | 1991. | 1981. | 1971. | 1961. | 1953. | 1948. | 1931. | 1921. | 1910. | 1900. | 1890. | 1880. | 1869. | 1857. |
| бр. становника | 118   | 469   | 591   | 768   | 887   | 985   | 966   | 1.113 | 1.039 | 1.100 | 1.029 | 935   | 895   | 913   | 774   |

## Попис 1991.
На попису становништва 1991. године, насељено место Јања Гора је имало 469 становника, следећег националног састава:
| Попис 1991.‍  | Попис 1991.‍  | Попис 1991.‍ | Попис 1991.‍ | Попис 1991.‍ |
| ------------ | ------------ | ----------- | ----------- | ----------- |
|              |              |             |             |             |
| Срби         | Срби         |             | 460         | 98,08%      |
| Југословени  | Југословени  |             | 2           | 0,42%       |
| Македонци    | Македонци    |             | 1           | 0,21%       |
| неопредељени | неопредељени |             | 1           | 0,21%       |
| непознато    | непознато    |             | 5           | 1,06%       |
| укупно: 469  |              |             |             |             |

## Знамените личности
- Омер-паша Латас, османски паша српског поријекла
- Бранко Латас Вршка, српски политиколог, историчар и пуковник Југословенске народне армије